# Карбахаль, Антонио
Анто́нио Фе́ликс Карбаха́ль Родри́гес (исп. Antonio Felix Carbajal Rodríguez, 7 июня 1929, Мехико — 9 мая 2023, Леон-де-лос-Альдама, Мексика) — мексиканский футболист, вратарь. Выступал за клуб «Реал Эспанья» и «Леон». За национальную сборную Мексики с 1950 по 1966 год провёл 48 матчей. Один из шести футболистов в истории, выходивших на поле на пяти чемпионатах мира (до 1998 года был единственным).

## Биография
На чемпионате мира 1966 года в Англии Карбахаль установил рекорд, став первым игроком, выходившим на поле в пяти финальных турнирах. Высокий, подвижный вратарь, он играл за сборную Мексики в 1950 году в Бразилии, в 1954 году в Швейцарии, в 1958 году в Швеции и в 1962 году в Чили. Чемпионат 1966 года стал для него последним, что было вполне логично, так как он был включён в состав сборной ещё на Олимпиаду 1948 года в Лондоне. Вернувшись с Олимпиады, где в единственном матче сборной Мексики участия не принял, он подписал контракт с клубом «Леон» и выступал за него до завершения своей карьеры в 1966 году. Позже был награждён золотой медалью ФИФА за заслуги перед футболом.
Получил спортивное прозвище Эль Синко Копас — «Пять кубков» по-испански.
По состоянию на 2021 год Антонио Карбахаль перестал ходить на стадион из-за потери зрения. Однако он продолжал слушать трансляции футбольных матчей по радио и давал комментарии журналистам.
С января 2023 года, после смерти парагвайца Дарио Хара Сагьера, был последним живым участником чемпионата мира 1950 года.
Скончался 9 мая 2023 года в возрасте 93 лет.

## Титулы и достижения
- Чемпион Мексики (2): 1951/52, 1955/56
- Обладатель Кубка Мексики (1): 1957/58
- Обладатель трофея Чемпион чемпионов Мексики (1): 1956
- Золотая медаль ФИФА за заслуги перед футболом